# Feriolo
Feriolo è una delle 5 frazioni del comune di Baveno nella provincia del Verbano-Cusio-Ossola.
La frazione, di circa 900 abitanti, è situata a 195 metri sul livello del mare; distaccata dal centro comunale, è posta a 2,6 km a Nord di esso, lungo la Strada statale 33 del Sempione. La località, immersa nel Golfo Borromeo, è un importante centro rivierasco, lungo le coste del Lago Maggiore e rappresenta uno dei luoghi più turistici della provincia del VCO. 
Il 15 marzo del 1867 avvenne una frana che uccise 16 persone, causando inoltre ingenti danni alle abitazioni.
Alcuni luoghi di interesse della frazione sono la chiesa di San Carlo e il monumento al mulo.

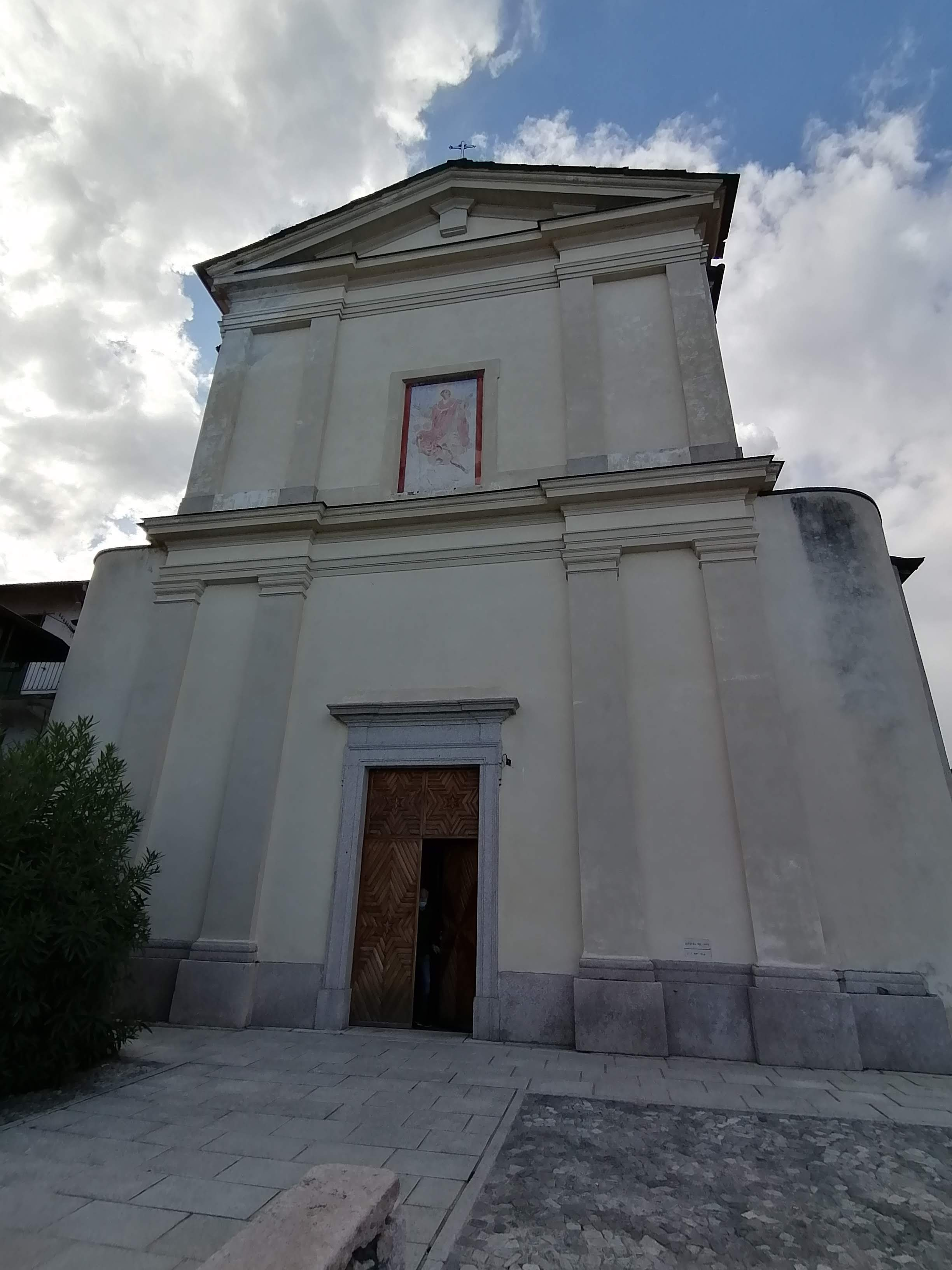
La chiesa di San Carlo a Feriolo